# Pseudoteyl
Pseudoteyl is een spinnengeslacht in de taxonomische indeling van de bruine klapdeurspinnen (Nemesiidae).
Pseudoteyl werd in 1985 beschreven door Main.

## Soort
Pseudoteyl omvat de volgende soort:
- Pseudoteyl vancouveri Main, 1985